# Râul Valea Huții
Râul Valea Huții este un curs de apă, afluent al râului Crișul Repede.

## Hărți
- Harta județului Bihor